# 劉際可
劉際可（1543年—？），字禮卿，直隸鎮江府丹徒縣人，民籍，明朝政治人物。

## 生平
萬曆元年（1573年）癸酉科應天府鄉試第六十名，萬曆五年（1577年）丁丑科會試第二百七十名，登二甲第五十一名進士。十九年三月由户部郎中升山东左參政。

## 家族
曾祖劉清；祖父劉永節，曾任典史；父劉燁，曾任縣丞。母唐氏。慈侍下。